# Star System - Se non ci sei non esisti
Star System - Se non ci sei non esisti (How to Lose Friends & Alienate People) è un film del 2008 di Robert B. Weide. La pellicola è basata sul memoriale Un alieno a Vanity Fair dell'ex giornalista di Vanity Fair Toby Young.
Il film ha per protagonista Simon Pegg, nei panni di un giornalista inglese a cui viene offerta la possibilità di lavorare a Manhattan presso la rivista Sharp Magazine. Il cast comprende Kirsten Dunst, Jeff Bridges, Megan Fox e Gillian Anderson, ed è arricchito dai cameo di Thandie Newton, Margo Stilley e Brian Austin Green, e dalla presenza non accreditata di Daniel Craig e Kate Winslet, nel ruolo di sé stessi.
Il film è stato distribuito negli Stati Uniti d'America dalla Metro-Goldwyn-Mayer il 3 ottobre 2008. In Italia è stato distribuito dalla Mikado Film l'8 maggio 2009.

## Trama
Il brillante ma maldestro giornalista londinese Sidney Young, il quale nutre una sorta di amore/odio per il gossip, di cui è nonostante tutto un inarrivabile talento, è chiamato a New York per lavorare alla prestigiosa rivista Sharp Magazine diretta dal duro e cinico Clayton Harding. I primi giorni di Sidney in redazione non sono dei migliori, visto che tra gaffe ed equivoci finisce per essere mal visto da tutti i suoi colleghi, tranne dalla giovane Alison Olsen; riesce comunque ad attirare l'attenzione di Harding, il quale lo prende sotto la sua ala protettrice. Riesce infine a diventare il confidente della giovane starlette Sophie Maes, ma per non essere ingabbiato dal dissacrante mondo del cinema, che Sidney ha sempre preso in giro con toni sarcastici, trova un appoggio nell'amicizia di Alison, che forse non è solo un'amica.

## Colonna sonora
- Nel film si sente Ace of Spades dei Motörhead quando Sidney mette un disco nel suo nuovo appartamento.
- Il brano che accompagna lo scorrere dei titoli di coda è You Really Got Me, inciso dal gruppo musicale The Kinks nel 1964.
- Quando il protagonista è in discoteca vestito da Dracula, si può sentire I Don't Feel Like Dancin', brano inciso dagli Scissor Sisters.
- Nella sequenza di immagini che rappresenta il raggiungimento del successo da parte di Sidney, la canzone in sottofondo è For Reasons Unknown, brano inciso dai The Killers.

## Citazioni e riferimenti
- Nel film ci sono molti omaggi e citazioni a diverse pellicole del passato; in particolare a La dolce vita di Federico Fellini, il film preferito della protagonista Alison, che fa capolino più volte internamente alla trama fino a caratterizzare il felliniano finale.[2]
- Sono inoltre presenti vari riferimenti a Il grande Lebowski: il fidanzato di Alison beve White Russian, Sidney confonde il cognome "Kowalski" con "Lebowski", e il personaggio di Clayton Harding è qui interpretato da Jeff Bridges, noto al grande pubblico proprio per il ruolo di Jeffrey Lebowski.